# Sprongbeen

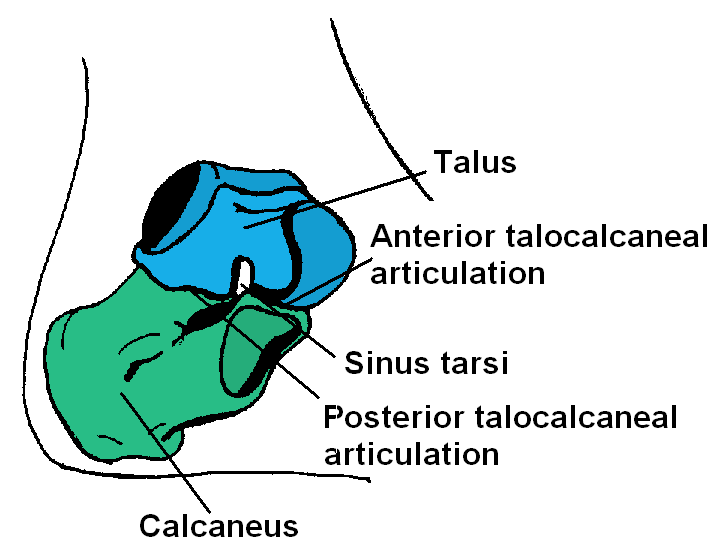
De menselijke voet met het sprongbeen in het blauw en het hielbeen in groen

Het sprongbeen (talus of astragalus) is een bot van de enkel dat in de menselijke anatomie het been, voornamelijk het scheenbeen, verbindt met de voet.
De vorm die het botje heeft, maakte dat het vroeger wel als een soort dobbelsteen werd gebruikt in kansspelen, een bikkel.
Het sprongbeen is vermoedelijk geëvolueerd als een samensmelting van vier delen, botjes van de bovenste tarsalia: het intermedium, het tibiale en het derde en vierde centrale. Dat waren bij de eerste Tetrapoda nog losse elementen. Vroeger werd gedacht dat het bezit van een sprongbeen een synapomorfie, gedeeld afgeleid kenmerk, was van de Amniota maar onderzoek uit 2016 toonde aan dat het sprongbeen al voorkomt bij meer basale Tetrapoda.
Bij dinosauriërs, waaronder de vogels, is het sprongbeen met het scheenbeen vergroeid.